# Abia de las Torres
Abia de las Torres est une commune d'Espagne de la province de Palencia dans la communauté autonome de Castille-et-León. Elle est située dans la comarque de Tierra de Campos.